# Amphimallon jeannae
Amphimallon jeannae är en skalbaggsart som beskrevs av Olivier Montreuil 2000. Amphimallon jeannae ingår i släktet Amphimallon och familjen Melolonthidae. Inga underarter finns listade i Catalogue of Life.